# Purpuricenus optabilis
Purpuricenus optabilis là một loài bọ cánh cứng trong họ Cerambycidae.